# 삼원도

메테인, 산소 기체, 불활성 질소 기체의 혼합물 중 어떤 것이 연소될지 보여주는 삼원 가연성 다이어그램

삼원도(영어: Ternary plot) 또는 삼원 그래프(ternary graph), 삼각형 그래프(triangle plot), 단순 그래프(simplex plot) 또는 깁스 삼각형(Gibbs triangle)은 세 변수가 상수로 합산되는 중심좌표계 그래프이다. 이 그래프는 세 변수의 비율을 정삼각형 내의 위치로 시각적으로 나타낸다. 물리화학, 암석학, 광물학, 금속공학 및 기타 물리 과학에서 세 가지 종으로 구성된 시스템의 조성을 보여주는 데 사용된다. 삼원도는 3차원 경우의 조성 데이터를 분석하는 도구이다.
집단유전학에서는 유전자형 빈도의 삼각형 그래프를 드 피네티 다이어그램이라고 한다. 게임 이론과 볼록 최적화에서는 종종 단순 그래프라고 불린다.
삼원도에서 세 변수 a, b, c의 값은 어떤 상수 K로 합산되어야 한다. 일반적으로 이 상수는 1.0 또는 100%로 표시된다. 그래프로 그려지는 모든 물질에 대해 a + b + c = K이므로, 어떤 한 변수는 다른 변수들과 독립적이지 않으며, 그래프에서 샘플의 점을 찾기 위해서는 두 변수만 알아도 된다. 예를 들어, c는 K − a − b와 같아야 한다. 세 가지 숫자 값은 독립적으로 변할 수 없으므로(즉, 자유도가 두 개뿐이므로), 세 변수의 모든 조합을 단 두 차원으로 그래프화할 수 있다.
화학 조성을 묘사하기 위해 삼원도를 사용하는 장점은 세 변수를 2차원 그래프에 편리하게 나타낼 수 있다는 것이다. 삼원도는 또한 다른 상이 존재하는 조성 영역을 그래프에 윤곽을 그려 상평형 그림을 만드는 데 사용될 수도 있다.
삼원도상의 한 점의 값은 (상수까지) 해당 삼선형 좌표 또는 중심좌표계와 일치한다.

## 삼원도 값 읽기
도표 상의 점의 값을 결정하는 데 사용될 수 있는 세 가지 등가 방법이 있다:
1. 평행선 또는 격자 방법. 첫 번째 방법은 삼각형 변과 평행한 선으로 구성된 도표 격자를 사용하는 것이다. 삼각형 변에 평행한 선은 해당 변의 반대편 꼭짓점에 위치한 구성 요소에서 일정한 점의 궤적이다. 각 구성 요소는 삼각형의 한 모서리에서는 100%이고, 반대편 변에서는 0%이며, 이 모서리에서 거리가 증가함에 따라(반대편 변에 수직으로) 선형적으로 감소한다. 0선과 모서리 사이에 일정한 간격으로 평행선을 그림으로써 쉽게 추정할 수 있는 미세한 구획을 설정할 수 있다.
2. 수직선 또는 고도 방법. 격자선이 없는 다이어그램의 경우, 값을 결정하는 가장 쉬운 방법은 관심 지점에서 세 변 각각까지의 최단 (즉, 수직) 거리를 결정하는 것이다. 비비아니 정리에 따라, 거리 (또는 거리 대 삼각형 높이의 비율)는 각 구성 요소의 값을 제공한다.
3. 모서리 선 또는 교차점 방법. 세 번째 방법은 수직선이나 평행선을 그릴 필요가 없다. 각 모서리에서 관심 지점을 통과하여 삼각형의 반대편 변으로 직선을 긋는다. 이 선들의 길이와 점과 해당 변 사이의 세그먼트의 길이를 개별적으로 측정한다. 측정된 선들의 비율은 구성 요소 값을 100%의 분수 형태로 제공한다.

평행선(격자선)을 따라 이동하면 두 값의 합이 보존되고, 수직선을 따라 이동하면 두 값이 같은 양만큼 증가(또는 감소)하며, 각각 세 번째 값의 감소(증가)의 절반이 된다. 모서리를 통과하는 선을 따라 이동하면 다른 두 값의 비율이 보존된다.

그림 1. 고도 방법
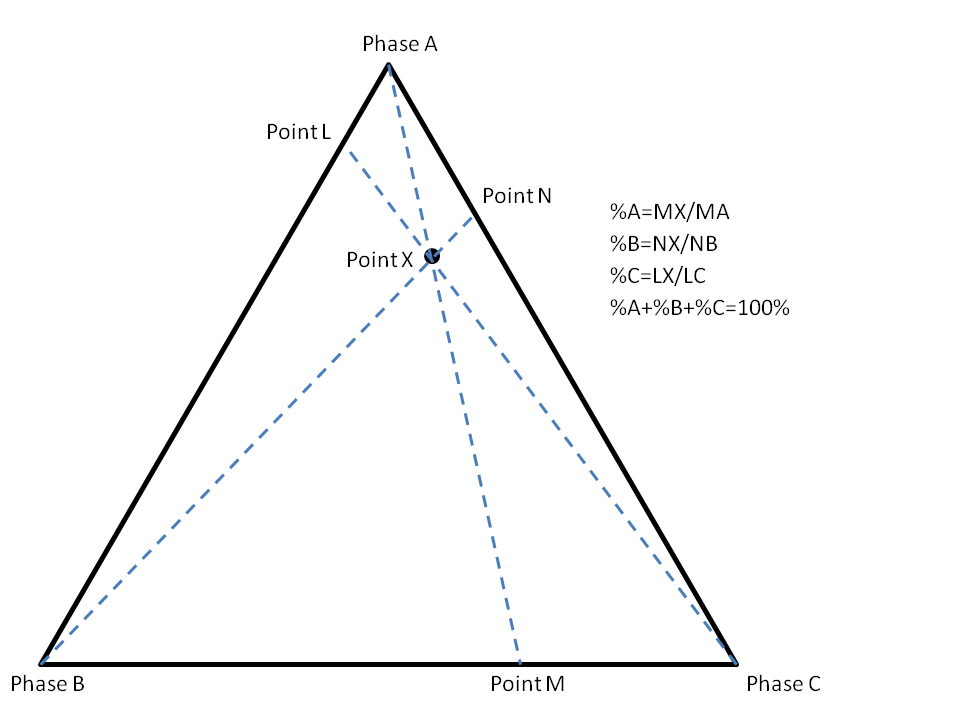
그림 2. 교차점 방법
그림 3. 점이 없는 삼원도 예시.
그림 4. 첫 번째 축을 따른 증분을 보여주는 삼원도 예시.
그림 5. 두 번째 축을 따른 증분을 보여주는 삼원도 예시.
그림 6. 세 번째 축을 따른 증분을 보여주는 삼원도 예시.
그림 7. 빈 삼원도
그림 8. 세 축이 어떻게 작동하는지 보여주는 표시.
주요 격자선이 있는 무표시 삼각형 도표
주요 및 보조 격자선이 있는 무표시 삼각형 도표

## 데카르트 좌표에서 도출

데카르트 좌표에서 삼원도 도출

그림 (1)은 축이 각각 a, b, c인 3차원 데카르트 공간에서 점 P(a,b,c)의 경사 투영을 보여준다.
a + b + c = K (양의 상수)인 경우, P는 A(K,0,0), B(0,K,0), C(0,0,K)를 포함하는 평면으로 제한된다. 만약 a, b, c가 각각 음수가 될 수 없다면, P는 (2)에서처럼 A, B, C에 의해 경계 지어진 삼각형으로 제한된다.
(3)에서는 축이 회전되어 등축 보기를 제공한다. 삼각형은 정면에서 볼 때 정삼각형으로 나타난다.
(4)에서는 P에서 선 BC, AC, AB까지의 거리를 각각 a′, b′, c′로 나타낸다.
벡터 형식으로 된 임의의 선 l = s + t n̂ (n̂는 단위 벡터)과 점 p에 대해, p에서 l까지의 수직 거리는
{\displaystyle \left\|(\mathbf {s} -\mathbf {p} )-{\bigl (}(\mathbf {s} -\mathbf {p} )\cdot \mathbf {\hat {n}} {\bigr )}\mathbf {\hat {n}} \right\|\,.}
이 경우, 점 P는 다음과 같다.
{\displaystyle \mathbf {p} ={\begin{pmatrix}a\\b\\c\end{pmatrix}}\,.}
선 BC는 다음과 같다.
{\displaystyle \mathbf {s} ={\begin{pmatrix}0\\K\\0\end{pmatrix}}\quad {\text{and}}\quad \mathbf {\hat {n}} ={\frac {{\begin{pmatrix}0\\K\\0\end{pmatrix}}-{\begin{pmatrix}0\\0\\K\end{pmatrix}}}{\left\|{\begin{pmatrix}0\\K\\0\end{pmatrix}}-{\begin{pmatrix}0\\0\\K\end{pmatrix}}\right\|}}={\frac {\begin{pmatrix}0\\K\\-K\end{pmatrix}}{\sqrt {0^{2}+K^{2}+{(-K)}^{2}}}}={\begin{pmatrix}0\\{\frac {1}{\sqrt {2}}}\\-{\frac {1}{\sqrt {2}}}\end{pmatrix}}\,.}
수직 거리 공식을 사용하면,
{\displaystyle {\begin{aligned}a'&=\left\|{\begin{pmatrix}-a\\K-b\\-c\end{pmatrix}}-\left({\begin{pmatrix}-a\\K-b\\-c\end{pmatrix}}\cdot {\begin{pmatrix}0\\{\frac {1}{\sqrt {2}}}\\-{\frac {1}{\sqrt {2}}}\end{pmatrix}}\right){\begin{pmatrix}0\\{\frac {1}{\sqrt {2}}}\\-{\frac {1}{\sqrt {2}}}\end{pmatrix}}\right\|\\[10px]&=\left\|{\begin{pmatrix}-a\\K-b\\-c\end{pmatrix}}-\left(0+{\frac {K-b}{\sqrt {2}}}+{\frac {c}{\sqrt {2}}}\right){\begin{pmatrix}0\\{\frac {1}{\sqrt {2}}}\\-{\frac {1}{\sqrt {2}}}\end{pmatrix}}\right\|\\[10px]&=\left\|{\begin{pmatrix}-a\\K-b-{\frac {K-b+c}{2}}\\-c+{\frac {K-b+c}{2}}\end{pmatrix}}\right\|=\left\|{\begin{pmatrix}-a\\{\frac {K-b-c}{2}}\\{\frac {K-b-c}{2}}\end{pmatrix}}\right\|\\[10px]&={\sqrt {{(-a)}^{2}+{\left({\frac {K-b-c}{2}}\right)}^{2}+{\left({\frac {K-b-c}{2}}\right)}^{2}}}={\sqrt {a^{2}+{\frac {{(K-b-c)}^{2}}{2}}}}\,.\end{aligned}}}
K = a + b + c를 대입하면,
{\displaystyle a'={\sqrt {a^{2}+{\frac {{(a+b+c-b-c)}^{2}}{2}}}}={\sqrt {a^{2}+{\frac {a^{2}}{2}}}}=a{\sqrt {\frac {3}{2}}}\,.}
선 AC 및 AB에 대한 유사한 계산은 다음을 제공한다.
{\displaystyle b'=b{\sqrt {\frac {3}{2}}}\quad {\text{and}}\quad c'=c{\sqrt {\frac {3}{2}}}\,.}
이는 해당 선으로부터의 점의 거리가 원래 값 a, b, c에 선형적으로 비례함을 보여준다.

## 삼원도 그리기

기울기 -1의 선을 추가하여 데카르트 격자에서 유사하게 그릴 수 있다. c축의 스케일은 a축과 b축의 이다. 십자 표시는 지점을 나타낸다.

데카르트 좌표는 삼각형에 점을 그리는 데 유용하다. a = 100%가 (x,y) = (0,0)에 위치하고 b = 100%가 (1,0)에 위치하는 정삼각형 삼원도를 고려해 보자. 그러면 c = 100%는 {\textstyle ({\frac {1}{2}},{\frac {\sqrt {3}}{2}})}이고, 삼중 (a,b,c)는 다음과 같다.
{\displaystyle \left({\frac {1}{2}}\cdot {\frac {2b+c}{a+b+c}},{\frac {\sqrt {3}}{2}}\cdot {\frac {c}{a+b+c}}\right)\,.}

## 예시

미국 농무부의 채색된 토양 질감 삼각형 다이어그램

이 예는 가상의 세 가지 토양 샘플에 대해 어떻게 작동하는지 보여준다.
| 샘플   | 점토 | 실트 | 모래 | 비고 |
| ------ | ---- | ---- | ---- | --- |
| 샘플 1 | 50%  | 20%  | 30%  | 점토와 실트가 함께 이 샘플의 70%를 차지하므로, 구성 요소가 100%가 되려면 모래의 비율은 30%여야 한다.          |
| 샘플 2 | 10%  | 60%  | 30%  | 모래의 비율은 샘플 1과 같이 30%이지만, 실트의 비율이 40% 증가함에 따라 점토의 비율도 그에 상응하게 감소한다.  |
| 샘플 3 | 10%  | 30%  | 60%  | 이 샘플은 샘플 2와 같은 점토 비율을 가지지만, 실트와 모래의 비율이 바뀌었다. 그래프는 수직축에 대해 대칭이다. |

### 점 그리기

샘플 1 그리기 (1단계): 50% 점토 선 찾기
샘플 1 그리기 (2단계): 20% 실트 선 찾기
샘플 1 그리기 (3단계): 처음 두 개에 의존하여, 교차점은 30% 모래 선에 있다.
모든 샘플 그리기
Mathematica로 프로그래밍된 모래, 점토, 실트 토양 유형의 삼원 삼각형 그래프

## 주목할 만한 삼원도 목록
- 색도도
- 드 피네티 다이어그램
- 달리츠 플롯
- 가연성 다이어그램
- 젠센 양이온 플롯
- 파이퍼 다이어그램, 수화학에서 사용
- 초고철질 암석에 대한 UIGS 분류 다이어그램
- 입자 크기별 USDA 토양 질감 다이어그램

## 같이 보기
- 겉보기 몰 부피
- 비비아니 정리
- 중심좌표계
- 조성 데이터
- 정보 그래픽 소프트웨어 목록
  - 지구과학 그래픽 소프트웨어
  - IGOR Pro
  - 오리진
  - R에는 Comprehensive R Archive Network (CRAN)에서 유지 관리되는 전용 패키지 ternary가 있다.
  - 시그마플롯
- 프로젝트 트라이앵글
- 트릴레마